# Fehér Kálmán
Fehér Kálmán (Csóka, 1940. május 14. – 2017. január 8.) költő, író, műfordító

## Élete
Szülőfalujában, Csókán végezte általános iskolai tanulmányait, gimnáziumi tanulmányait Zentán járta (1959-ig). Belgrádban tanult jogot 1959–1963 között. 1963–1964 között a Híd szerkesztője, majd az Új Symposion főszerkesztője 1965–1967 között. 1969–1975 között a VDNSZSZ Nemzetiségi bizottságának titkára volt. A Létünk szerkesztője volt 1974–1975 között, majd 2000-től főszerkesztője. 1975–1982 között a Fórum Könyvkiadó igazgató-főszerkesztője, ugyanakkor az újvidéki Jogi Kar lektora is volt. 1982–1986 között a Fórum vezérigazgatója volt. 1986–1991 között Jugoszlávia bangladesi nagykövete volt. 1991–1997 között a Fórum vezérigazgató-helyettese, majd 1997-ben a nyomda igazgatójává választották.

## Díjai
- Újvidék Októberi díja (1967)

## Művei
- Akvárium (vers, Újvidék, 1964)
- Száz panasz (vers, Újvidék, 1966)
- Összjáték (ifjúsági regény, Újvidék, 1970)
- Fürjvadászat (vers, Újvidék, 1971)
- Zentai művésztelep / Umetnička kolonija u Senti; főszerk. Fehér Kálmán, szerbre ford. Béla Duranci; Forum, Újvidék, 1980
- Kantáta a szabadságról (vers, Újvidék, 1981)
- Pannónia (szövegkönyv, kétnyelvű, hanglemez, 1984)
- Látomásnak ajtót nyitni (1984)
- Szemkút. Versek; Forum, Újvidék, 1999
- Domonkos István–Fehér Kálmán–Tolnai Ottó: Dolerony; Forum, Újvidék, 2005
- Száz panasz és más versek; Forum, Újvidék, 2010
- Csókai breviárium; zEtna, Zenta, 2018

## Műfordításai
- Vasko Popa: Kéreg (többekkel, 1963)
- Napjaink éneke. A modern jugoszláv költészet antológiája (többekkel, 1965)
- Slavko Mihalić: Atlantisz (többekkel, 1987)